# 理性の党
理性の党（りせいのとう、ドイツ語: Partei der Vernunft、略称: PDV）は、2009年に設立されたドイツの政党である。オーストリア学派経済学に沿った政策、リバタリアニズム・最小国家構築を標榜、「国家の活動を国民の生命・自由・財産の保護に留める」、「国家によるあらゆる干渉に明確に反対」、「福祉国家に反対」、「地方分権・権限移譲・直接民主制の促進」といった主張を行っている。

## 歴史
ジャーナリスト・オリバー・ジャニッチは、雑誌「フォーカス・マネー」に連載していたコラムにおいて、炭素税導入の動きに憤慨し、読者の賛同が十分に得られるのであれば「理性の党」を設立すると約束、読者からは100通ほどの賛意が寄せられ、党設立の契機となった。
2009年5月30日、ハンバッハ祭の開催地でドイツにおける解放運動の発祥・象徴の地とされるハンバッハ城にて、党の設立集会が開催され、党連邦委員会議長としてオリバー・ジャニッチが選出された。
2011年ニーダーザクセン州地方選挙が参加する初めての選挙となった。この選挙でハルゼフェルト町議会に1議席、ザムトゲマインデ・ハルゼフェルト集合自治体議会に1議席、ブレーマーフェルデ市議会に1議席を獲得した。
2011年、フランクフルト・欧州中央銀行前にて「ギリシャへの追加支援」反対デモを開催、2012年には「直接民主主義のための行動同盟（Aktionsbündnis Direkte Demokratie）」を組織し各地で欧州安定メカニズムに反対するデモを主導した。
2012年5月13日、2012年ノルトライン＝ヴェストファーレン州議会選挙にて、州議会選挙に初挑戦したが、比例代表の第2投票で6356票（得票率0.1%）に留まり、議席獲得には至らなかった。
エルディング市議会議員ハラルド・エーベルト（Harald Ebert、元自由民主党エルディング・エーバースベルク選挙区地方議長・地区副議長）は、ユーロ救済パッケージに対する憤慨から2011年9月に自由民主党を離党し、2012年には本党バイエルン支部の最高財務責任者に就任した。
2013年4月17日、オリバー・ジャニッチが党連邦委員会議長を辞任。ノルベルト・ゲンが職務を引き継ぎ、6月開催の第4回党大会において、正式に連邦員会議長に選出された。
2013年ドイツ連邦議会選挙には4州のみで参加し、比例代表の第2投票で24719票（得票率0.1%）に留まり、議席獲得には至らなかった。
2013年9月28日、オランダ・ユトレヒトにて、ヨーロッパ4か国の古典的自由主義政党・リバタリアン政党（ドイツ・理性の党、フランス・自由民主党、スペイン・個人自由党、オランダ・リバタリアン党）が、欧州域内で国境を越えて活動する政党「欧州個人自由党」設立の共同宣言に署名した。
2013年11月3日、フランクフルトで開催の特別党大会において、スザンヌ・カブリッツ を党連邦委員会議長に選出した。
2013年12月、ペガウ町議会議員のヴォルフ＝ディーター・シュウィドップ（Wolf-Dieter Schwidop、2012年まで自由民主党所属）が加入した。
2014年1月、自由民主党所属のギュータースロー郡議会議員で、ハルゼヴィンケルを地盤とするダーク・ヘッセ（Dirk Hesse）が加入した。
2014年ミュンヘン地方選挙において、党創設者・オリバー・ジャニッチは公約「プランM」を発表し、自身のミュンヘン市長選挙立候補、党のミュンヘン市議会選挙への参加（自身は党最高順位候補としての立候補）を目指すが、選挙参加に必要な支持者署名の確保が難航し、双方とも参加には至らなかった。
2014年11月9日、カブリッツ連邦委員会議長、同副議長、事務局長ほか連邦委員会メンバー8名が辞任・離党した。党は、9日付けで党員への事情説明の為に配布した「手紙」を、翌10日には一般にも公開し、背景を「党設立から5年経過するなか、当初の成功体験はあったものの、その後の党勢は低迷し、党の理想実現は現状では不成功と総括せざるを得ない」「党内の些細な争いや内輪もめが目立つようになり、真の政治活動に支障をきたしており、それが限界に達した」などと説明した。2013年より連邦委員で今回辞任・離党しなかったライナー・ホフマンが、同日付で暫定議長に、11月30日には正式に連邦委員会議長に就任した。
2015年3月6日、国際リバタリアン党連盟創立に際し、創立メンバー10政党の一つとして参加した。
2015年6月、党大会においてフリードリッヒ・ドミニクス（Friedrich Dominicus）を党連邦委員会議長に選出した。
2017年ドイツ連邦議会選挙にはザールラント州のみで参加し、比例代表の第2投票で533票（得票率0.0%）に留まり、議席獲得には至らなかった。
2019年ザクセン州議会選挙では、比例代表の第2投票で2268票（得票率0.1%）に留まり、議席獲得には至らなかった。

## 政策
2012年6月17日、第4回連邦党大会において「基本綱領」を採択した。この綱領はオーストリア学派経済学の考えに基づいており、「『自然的秩序（natürliche Ordnung）』の回復が自由で持続可能な繁栄をもたらす」などとしている。主な政策（将来的な「あるべき姿」として掲げる内容）は以下の通り。
- 全体主義、独裁政治の明確な否定[42]。
- 民主的な法の支配、自由な精神に裏打ちされた社会秩序の確立と強化[42]。
- 自由権、財産権、自己決定権の絶対的保証（国家や他者による介入・制限は、第三者に被害が出る場合のみに限る）[42]。
- 租税制度の簡素化、直接税の廃止し間接税のみに一本化、国税・州税を廃止し地方自治体税に一本化[43]。
- 地方自治の強化・拡充、直接民主主義の実現[44]。
- 有形資産に裏付けされた通貨の導入を含め、使用する通貨の自由化といった、通貨・金融制度の抜本的改革[45]。
- 超国家的な組織としての欧州連合に反対し、域内他国に対するドイツの経済的負担の削減、域内協力は自由貿易に関するものに限定[46]。
- 環境保護に関して、汚染者負担原則を徹底し国の関与・負担回避、エネルギー市場の完全自由化、再生可能エネルギー法（ドイツ語版）廃止[47]。

## 参考資料
- Partei der Vernunft Bundesgeschäftsstelle (2012年6月17日), PARTEI DER VERNUNFT Grundsatzprogramm (PDF) (ドイツ語), Partei der Vernunft, 2021年11月27日閲覧